# Dicyemida
Dicyemida is een stam in de taxonomische indeling van de Rhombozoa. Deze minuscule, wormachtige parasieten hebben geen weefsels of organen en bestaan uit slechts enkele tientallen cellen.

## Taxonomie
Voor de families zie de klasse Rhombozoa